# Mărinești
Mărinești falu Romániában, Erdélyben, Fehér megyében.

## Fekvése
Havasgáld közelében fekvő település.

## Története
Mărineşti korábban Havasgáld  része volt.
1966-ban 97, 1977-ben 47, 1992-ben 28, 2002-ben pedig 22 román lakosa volt.